# ハインリヒ・シュルスヌス
ハインリヒ・シュルスヌス（Heinrich Schlusnus, 1888年8月6日 - 1952年6月18日）は、ドイツのバリトン歌手。

## 人物
ブラウバッハの生まれ。フランクフルトおよびベルリンで声楽を学んだ。
1915年にハンブルクでの『ローエングリン』の軍令使役で初舞台を踏んだ。この年から2年間ニュルンベルクで歌い、1917年から1950年までベルリン国立歌劇場に所属した。
この間、1927年と1928年のシーズンはシカゴ・オペラにも出演し、1933年にはバイロイト音楽祭、1937年にはパリ・オペラ座にも登場している。
フランクフルトにて没する。

## 歌唱
優れたレガートと気品のある歌唱で知られ、オペラにおいてはドイツ人歌手でありながらジュゼッペ・ヴェルディの諸役でも欧州各地で名を馳せた。
フィッシャー＝ディースカウが登場する以前の（あるいは、ディースカウのひと世代前のゲルハルト・ヒュッシュが登場する以前の）ドイツリートの歌唱様式の典型を、テノールのレオ・スレザークとともに形作っていた歌い手でもある。